# Kotschya aeschynomenoides
Kotschya aeschynomenoides es una especie de planta floral del género Kotschya, tribu Dalbergieae, familia Fabaceae.

## Distribución
Se distribuye por Angola, Burundi, Costa de Marfil, Kenia, Malaui, Ruanda, Sudán, Tanzania, Uganda, Zambia y Zaire. Introducida en Guinea.

## Taxonomía
Fue descrita por (Welw. ex Baker) Dewit & P. A. Duvign y publicada en Bull. Soc. Roy. Bot. Belgique 86: 213 (1954).